# Rúnar Þór Sigurgeirsson
Rúnar Þór Sigurgeirsson (IJsland, 28 december 1999) is een IJslandse voetballer die doorgaans alslinkervleugelverdediger speelt. Op 28 augustus 2023 zette hij zijn handtekening onder een driejarige verbintenis bij Willem II, waar hij tot medio 2026 vastligt.

## Clubcarrière

### Keflavík ÍF
Rúnar begon zijn carrière in de jeugd bij Keflavík ÍF, een club uit de stad met dezelfde naam. Hij doorliep verschillende jeugdelftallen waarna hij in april 2017 de overstap maakte naar het eerste team. Zijn debuut kwam meer dan een jaar later, toen hij op 12 augustus 2018 in mocht vallen in de thuiswedstrijd tegen KA Akureyri. In de daaropvolgende seizoenen, waarin Keflavík ÍF afwisselend op het hoogste en één-na-hoogste niveau van IJsland speelde, was Rúnar vaste basisspeler. Hij speelde in totaal 80 wedstrijden voor Keflavík, waarin hij goed was voor dertien goals en twaalf assists.

### Östers IF
In januari van 2023 maakte hij de overstap naar Östers IF, een club die uitkomt op tweede niveau van Zweden. Het grootste gedeelte van de wedstrijden in de Superettan in seizoen 2022/23 startte hij ook daar in de basis. Zijn verblijf in Zweden werd beperkt tot slechts één seizoen, waarin hij tot zeventien wedstrijden, twee goals en drie assists kwam.

### Willem II
Eind augustus 2023 werd bekend dat Sigurgeirsson de overstap maakte naar Willem II, waar hij een contract tekende tot medio 2026. Daar maakte hij op 3 september in de derby tegen NAC Breda zijn debuut. Op 10 november stond Sigurgeirsson door een overwinning op Jong FC Utrecht voor het eerst bovenaan in de Eerste divisie. Op 29 januari 2024 was hij tegen Jong PSV met zijn eerste goal voor Willem II goed voor een punt. Op 10 mei kroonde Sigurgeirsson zich tegen Telstar met een 3-2 overwinning tot kampioen van de Eerste Divisie. 

## Statistieken
| Seizoen                       | Club           | Competitie     | Competitie | Competitie | Beker | Beker | Totaal | Totaal |
| Seizoen                       | Club           | Competitie     | Wed.       | Dlp.       | Wed.  | Dlp.  | Wed.   | Dlp.   |
| ----------------------------- | -------------- | -------------- | ---------- | ---------- | ----- | ----- | ------ | ------ |
| 2017/18                       | Keflavík       | Úrvalsdeild    | 4          | 0          | 2     | 0     | 6      | 0      |
| 2018/19                       | Keflavík       | Lengjudeild    | 16         | 4          | 2     | 0     | 18     | 4      |
| 2019/20                       | Keflavík       | Lengjudeild    | 18         | 1          | 4     | 2     | 22     | 3      |
| 2020/21                       | Keflavík       | Úrvalsdeild    | 7          | 0          | 4     | 4     | 11     | 4      |
| 2021/22                       | Keflavík       | Úrvalsdeild    | 22         | 2          | 1     | 0     | 23     | 2      |
| 2022/23                       | Östers IF      | Superettan     | 16         | 1          | 1     | 1     | 17     | 2      |
| 2023/24                       | Willem II      | Eerste Divisie | 24         | 1          | 1     | 0     | 25     | 1      |
| 2024/25                       | Willem II      | Eredivisie     | 17         | 0          | 1     | 0     | 18     | 0      |
| Carrièretotaal                | Carrièretotaal | Carrièretotaal | 124        | 9          | 16    | 7     | 140    | 16     |
| Bijgewerkt op 12 januari 2025 |                |                |            |            |       |       |        |        |

## Interlandcarrière
Sigurgeirsson maakte op 30 mei 2021 tegen Mexico zijn debuut voor IJsland. Anderhalf jaar later speelde hij tegen Saoedi-Arabië zijn tweede interland, eveneens een oefenwedstrijd.  